# Tallulah Greive
Tallulah Greive (* 23. Oktober 1997 in Perth) ist eine britisch-australische Schauspielerin.

## Leben und Karriere
Greive wurde am 23. Oktober 1997 in Perth geboren. Im Alter von zwei Jahren zog sie mit ihren Eltern nach Leith. Ihre Schauspielkarriere begann 2012 auf der Bühne mit der Rolle des Dschinns in 1001 Nights at Widow Twankey's B&B. Es folgten weitere Theaterauftritte, bevor sie 2012 in einem Werbespot für die Royal Bank of Scotland erstmals im Fernsehen zu sehen war. 2013 spielte sie Melissa Albright in der Serie M.I. High.
Von 2014 bis 2018 verkörperte sie Lauren McDonald in der CBBC-Serie Millie Inbetween. Außerdem bekam sie 2019 in Flatmates eine Hauptrolle. 2020 übernahm sie die Rolle der Maddie in Penance. Im selben Jahr war sie in Our Ladies zu sehen.

## Filmografie
Filme
- 2020: Our Ladies
- 2021: Cinderella

Serien
- 2013: M.I. High
- 2014–2018: Millie Inbetween
- 2019: Flatmates
- 2020: Penance
- 2024: Boarders
- 2024: My Lady Jane